# Fardan Allen
Fardan Allen (Rochester, ...) è un giocatore di football americano statunitense che gioca come defensive back per i Cologne Crocodiles.